# Кенилуърт (замък)
Вижте пояснителната страница за други значения на Кенилуърт.
Замъкът Кенилуърт (на английски: Kenilworth Castle) е замък, намиращ се в Кенилуърт, Уорикшър, Англия. Средновековният замък е известен със своите скъпи водни защити, както и обсадата от още некоронясания крал Едуард Дългокраки през 1266 г. По-късно замъкът е посетен от Елизабет I и е частично и умишлено разрушен от войските на Кромуел, оставяйки порутена една част от норманския донжон.
Уолтър Скот пише за историята на замъка в романа си Кенилуърт през 1821 г.